# آرایه زمان‌سنجی تپ اختر
آرایه زمان سنجی تپ اختر(به انگلیسی: Pulsar timing array) مجموعه‌ای از تپ اخترهای میلی‌ثانیه ای است که می‌توانند برای آشکارسازی و تحلیل امواج گرانشی به کارروند. این روش آشکارسازی از بررسی جزئیات زمان‌های دریافت پالس‌های منتشر شده از تپ اخترهای میلی ثانیه‌ای استفاده می‌شود.
به این دلیل از تپ اخترهای میلی ثانیه‌ای استفاده می‌شود که به نظر می‌رسد این تپ اخترها در معرض ستاره لرزه و برافزایش نیستند.این رویدادها بر دوره تناوب تپ اخترهای کلاسیک تأثیر می‌گذارند.